# Albizia acle
Albizia acle är en ärtväxtart som först beskrevs av Francisco Manuel Blanco, och fick sitt nu gällande namn av Elmer Drew Merrill. Albizia acle ingår i släktet Albizia och familjen ärtväxter. Inga underarter finns listade i Catalogue of Life.